# Frontière entre la Chine et Taïwan
La frontière entre la Chine et Taïwan est une frontière internationale maritime. En vertu de la politique d'une seule Chine, cette frontière ne peut avoir de reconnaissance légale d'un point de vue international. En pratique, elle est soumise aux mêmes règles que les autres frontières internationales.

## Tracé
Cette frontière intégralement maritime est située dans le détroit de Taïwan. En raison du contrôle des îles Matsu, Wuqiu et Kinmen par Taïwan, cette frontière y est amenée à s'approcher très près de la Chine continentale.

## Légalité et reconnaissance
Du fait de la revendication commune l'une sur l'autre de chacun des deux gouvernements se réclamant légitimes sur l'intégralité de la Chine et de la politique d'une seule Chine qui en découle, cette frontière n'a de jure aucune existence. De plus, elle ne correspond pas exactement à la limite de la province de Taïwan et existe donc purement d'un point de vue pratique.